# Zarin Khodro
Zarin Khodro Industries ist ein iranischer Hersteller von Kraftfahrzeugen in Teheran.

## Unternehmensgeschichte
Das Unternehmen begann 1968 mit der Produktion von Nutzfahrzeugen unter Lizenz von Magirus-Deutz. Der Markenname lautet Zarin. Neben Lastkraftwagen fertigt Zarin Khodro auch Omnibusse. Einziges Pkw-Modell ist ein Geländewagen, der seit den 1990er Jahren erhältlich ist.

## Pkw
Der Thunder Jeep 3/4 T ist ein viertüriger Kombi mit vier Sitzen. Ein Motor mit 2400 cm³ Hubraum und 105 PS Leistung treibt die Fahrzeuge an.